# Gjin Progoni
Gjin Progoni (ewentualnie Jan Progoni) – książę  (archont) Arbanonu w latach 1198-1208, drugi władca albański. 

## Życiorys
Był synem Progona. Posiadał tytuł archonta. Wykorzystał chaos wywołany zdobyciem Konstantynopola przez krzyżowców i całkowicie się uniezależnił od obcych wpływów. Jego młodszym bratem i następcą był Demetriusz, panujący w latach 1208-1216. Mężem jego nieznanej z imienia córki był Jerzy Kamonas. 